# Tour for the Masses
La gira Tour for the Masses de la banda inglesa Depeche Mode comenzó el 22 de octubre de 1987 en Madrid, y terminó el 18 de junio de 1988 en Pasadena (Estados Unidos). La gira presentó el sexto álbum de la banda, Music for the Masses, publicado en 1987.
En esta gira Depeche Mode visitó por primera vez Checoslovaquia, Austria y Alemania Oriental (antes de la unificación de las dos alemanias).
El último concierto, realizado el 18 de junio de 1988, en la ciudad de Pasadena, California, fue capturado y editado como el primer álbum en directo de DM, titulado 101.

## Créditos
El grupo se presentó durante toda la gira tal como estaba constituido, como un cuarteto.
David Gahan - vocalista.
Martin Gore – segundo vocalista, sintetizador, guitarra, melódica, segunda voz y percusión electrónica.
Andrew Fletcher - sintetizador.
Alan Wilder - sintetizador, percusión electrónica y apoyo vocal.

## Temas interpretados
A partir de esta gira se optó por piezas hasta de cuatro álbumes atrás y desde luego inclinación al álbum Music for the Masses, con lo cual DM comenzaba la reticencia que durante años harían manifiesta a incluir cualquier tema del álbum A Broken Frame, además para este Tour se incorporó incluso el cover Never Turn Your Back on Mother Earth, original del dueto norteamericano Sparks.

### Listado general de canciones
1. Intro instrumental de Pimpf
2. Behind the Wheel
3. Strangelove
4. Sacred
5. Something to Do
6. Blasphemous Rumours
7. Stripped (en su versión Highland Mix)
8. Tema interpretado por Martin Gore
  - Pipeline
  - Never Turn Your Back on Mother Earth
  - Somebody
9. Tema interpretado por Martin Gore
  - The Things You Said
  - It Doesn't Matter
10. Black Celebration
11. Shake the Disease
12. Nothing
13. - Pleasure, Little Treasure
  - Just Can't Get Enough
14. - People Are People
  - Master and Servant
15. A Question of Time
16. Never Let Me Down Again
17. A Question of Lust
18. - Master and Servant
  - Just Can't Get Enough
19. Everything Counts (en su versión In Larger Amounts)

- Este listado refleja el orden consistente de los temas en cada concierto así como las interpretaciones opcionales, aunque llegó a haber variaciones.

### Estadísticas
- Temas del Music for the Masses (7)
- Temas del Black Celebration (4)
- Temas del Some Great Reward (6)
- Temas del Construction Time Again (2)
- Temas del A Broken Frame (0)
- Temas del Speak & Spell (1)
- Temas no pertenecientes a algún álbum de estudio: (3)
- Canciones tocadas en la gira anterior Black Celebration Tour: 12
- Total de canciones Interpretadas: 23
- Regreso: "Pipeline" ausente desde el Construction Tour en 1983 (4 años).
- Canción debut no perteneciente al álbum soporte de la gira: "Never Turn Your Back on Mother Earth"
- Todos los sencillos interpretados de un álbum, no perteneciente al de soporte de la gira: "Black Celebration" y "Some Great Reward".

### Variaciones
A lo largo del Tour, el listado de temas presentó distintos cambios. Estas son las diferentes canciones que se tocaron. En la columna # de las fechas, se indica cuál fue el listado interpretado.
Véase arriba el Listado de temas
| Listado # | Tema #8                              | Tema #9             | Tema #13                  | Tema #14           | Tema #18              |
| --------- | ------------------------------------ | ------------------- | ------------------------- | ------------------ | --------------------- |
| 1         | Pipeline                             | The Things You Said | Pleasure, Little Treasure | People Are People  | Master and Servant    |
| 2         | Pipeline                             | It Doesn't Matter   | Just Can't Get Enough     | People Are People  | Master and Servant    |
| 3         | Never Turn Your Back on Mother Earth | The Things You Said | Pleasure, Little Treasure | Master and Servant | Just Can't Get Enough |
| 4         | Somebody                             | It Doesn't Matter   | Pleasure, Little Treasure | People Are People  | Master and Servant    |
| 5         | Somebody                             | The Things You Said | Pleasure, Little Treasure | Master and Servant | Just Can't Get Enough |
| 6         | Somebody                             | The Things You Said | Pleasure, Little Treasure | People Are People  | Master and Servant    |

Nota #1: El 18 de mayo en Minneapolis el tema "Master and Servant" debió ser tocado tras "Pleasure, Little Treasure", pero fue movido a la parte final del concierto entre "A Question of Lust" y "Just Can't Get Enough".
Nota #2: El último concierto de la gira en Pasadena, el 18 de junio de 1988, fue el único con 20 temas interpretados al incluir "People Are People" que había sido omitida en la última manga en Norteamérica. "Just Can't Get Enough" fue el tema 19 y "Everything Counts" el 20.

## Destinos de la gira

### Primera Manga: Europa
| Fecha                   | País                | Ciudad                | Lugar                    | # |
| 22 de octubre de 1987   | España              | Madrid                | Pabellón del Real Madrid | 1 |
| 23 de octubre de 1987   | España              | Barcelona             | Palau Blaugrana          | 1 |
| 25 de octubre de 1987   | Alemania Occidental | Múnich                | Olympiahalle             | 1 |
| 26 de octubre de 1987   | Italia              | Bolonia               | PalaDozza                | 1 |
| 27 de octubre de 1987   | Italia              | Roma                  | Palaeur                  | 1 |
| 29 de octubre de 1987   | Italia              | Turín                 | Palasport Torino         | 1 |
| 30 de octubre de 1987   | Italia              | Milán                 | Palatrussardi            | 1 |
| 2 de noviembre de 1987  | Alemania Occidental | Stuttgart             | Schleyerhalle            | 1 |
| 3 de noviembre de 1987  | Alemania Occidental | Fráncfort del Meno    | Festhalle                | 1 |
| 4 de noviembre de 1987  | Alemania Occidental | Essen                 | Grugahalle               | 1 |
| 6 de noviembre de 1987  | Alemania Occidental | Colonia               | Sportshalle              | 1 |
| 7 de noviembre de 1987  | Alemania Occidental | Hannover              | Messehalle               | 1 |
| 9 de noviembre de 1987  | Alemania Occidental | Berlín                | Deutschlandhalle         | 1 |
| 11 de noviembre de 1987 | Alemania Occidental | Ludwigshafen am Rhein | Friedrich Ebert Halle    | 1 |
| 12 de noviembre de 1987 | Suiza               | Zúrich                | Hallenstadion            | 1 |
| 13 de noviembre de 1987 | Suiza               | Lausana               | Halle Des Fetes          | 1 |
| 16 de noviembre de 1987 | Francia             | París                 | Bercy                    | 1 |
| 17 de noviembre de 1987 | Francia             | París                 | Bercy                    | 2 |
| 18 de noviembre de 1987 | Francia             | París                 | Bercy                    | 1 |

### Segunda Manga: Norteamérica
| Fecha                   | País           | Ciudad        | Lugar                 | # |
| 1 de diciembre de 1987  | Estados Unidos | San Francisco | Cow Palace            | 1 |
| 4 de diciembre de 1987  | Estados Unidos | Inglewood     | The Forum             | 1 |
| 5 de diciembre de 1987  | Estados Unidos | Inglewood     | The Forum             | 2 |
| 7 de diciembre de 1987  | Estados Unidos | San Diego     | Sports Arena          | 1 |
| 8 de diciembre de 1987  | Estados Unidos | Phoenix       | Compton Terrace       | 1 |
| 10 de diciembre de 1987 | Estados Unidos | Dallas        | Reunion Arena         | 1 |
| 12 de diciembre de 1987 | Estados Unidos | Chicago       | UIC Pavilion          | 1 |
| 14 de diciembre de 1987 | Canadá         | Toronto       | Maple Leaf Gardens    | 1 |
| 15 de diciembre de 1987 | Canadá         | Montreal      | Forum de Montreal     | 1 |
| 17 de diciembre de 1987 | Estados Unidos | Fairfax       | Patriot Centre        | 1 |
| 18 de diciembre de 1987 | Estados Unidos | Nueva York    | Madison Square Garden | 1 |

### Tercera Manga: Europa
| Fecha                 | País                          | Ciudad      | Lugar                     | # |
| 9 de enero de 1988    | Reino Unido                   | Newport     | Centre                    | 1 |
| 11 de enero de 1988   | Reino Unido                   | Londres     | Wembley Arena             | 1 |
| 12 de enero de 1988   | Reino Unido                   | Londres     | Wembley Arena             | 2 |
| 15 de enero de 1988   | Reino Unido                   | Birmingham  | N.E.C.                    | 1 |
| 16 de enero de 1988   | Reino Unido                   | Whitley Bay | Ice Rink                  | 1 |
| 17 de enero de 1988   | Reino Unido                   | Edimburgo   | Playhouse                 | 1 |
| 19 de enero de 1988   | Reino Unido                   | Mánchester  | G-Mex                     | 1 |
| 20 de enero de 1988   | Reino Unido                   | Sheffield   | City Hall                 | 1 |
| 21 de enero de 1988   | Reino Unido                   | Bradford    | Saint Georges Hall        | 1 |
| 23 de enero de 1988   | Reino Unido                   | Bournemouth | International Centre      | 1 |
| 24 de enero de 1988   | Reino Unido                   | Brighton    | Centre                    | 1 |
| 6 de febrero de 1988  | Alemania Occidental           | Hamburgo    | Alsterdorfer Sporthalle   | 1 |
| 7 de febrero de 1988  | Alemania Occidental           | Hamburgo    | Alsterdorfer Sporthalle   | 2 |
| 9 de febrero de 1988  | Alemania Occidental           | Dortmund    | Westfalenhalle            | 1 |
| 10 de febrero de 1988 | Alemania Occidental           | Oldemburgo  | Weser-EMS-Halle           | 1 |
| 12 de febrero de 1988 | Suecia                        | Estocolmo   | Isstadion                 | 1 |
| 13 de febrero de 1988 | Suecia                        | Gotemburgo  | Scandinavium              | 1 |
| 15 de febrero de 1988 | Noruega                       | Drammen     | Drammenshallen            | 1 |
| 17 de febrero de 1988 | Dinamarca                     | Copenhague  | Valby-Hallen              | 1 |
| 18 de febrero de 1988 | Dinamarca                     | Copenhague  | Valby-Hallen              | 2 |
| 19 de febrero de 1988 | Alemania Occidental           | Kiel        | Ostseehalle               | 1 |
| 21 de febrero de 1988 | Bélgica                       | Bruselas    | Forest National           | 1 |
| 23 de febrero de 1988 | Francia                       | Lille       | Espace Foire              | 1 |
| 25 de febrero de 1988 | Francia                       | Brest       | Parc de Penfeld           | 1 |
| 26 de febrero de 1988 | Francia                       | Nantes      | Palais de la Beaujoire    | 1 |
| 27 de febrero de 1988 | Francia                       | Burdeos     | Patinoire                 | 1 |
| 29 de febrero de 1988 | Francia                       | Toulouse    | Palais des Esports        | 1 |
| 1 de marzo de 1988    | Francia                       | Montpellier | Le Zénith                 | 1 |
| 2 de marzo de 1988    | Francia                       | Lyon        | Palais des Esports        | 1 |
| 4 de marzo de 1988    | Francia                       | Besanzón    | Palais des Esports        | 1 |
| 5 de marzo de 1988    | Francia                       | Estrasburgo | Halle Rehenus             | 1 |
| 7 de marzo de 1988    | República Democrática Alemana | Berlín Este | Werner-Seelenbinder-Halle | 1 |
| 9 de marzo de 1988    | Hungría                       | Budapest    | Sportsarnock              | 1 |
| 10 de marzo de 1988   | Hungría                       | Budapest    | Sportsarnock              | 2 |
| 11 de marzo de 1988   | Checoslovaquia                | Praga       | Sportovni Hala            | 1 |
| 13 de marzo de 1988   | Austria                       | Viena       | Stadthalle                | 1 |

### Cuarta Manga: Japón y Norteamérica
| Fecha               | País           | Ciudad          | Lugar                       | # |
| 18 de abril de 1988 | Japón          | Osaka           | Festival Hall               | 3 |
| 19 de abril de 1988 | Japón          | Nagoya          | Koseinenkin Hall            | 3 |
| 21 de abril de 1988 | Japón          | Tokio           | NHK Hall                    | 3 |
| 22 de abril de 1988 | Japón          | Tokio           | NHK Hall                    | 4 |
| 29 de abril de 1988 | Estados Unidos | Mountain View   | Shoreline Amphitheatre      | 3 |
| 30 de abril de 1988 | Estados Unidos | Sacramento      | California Expo             | 3 |
| 2 de mayo de 1988   | Estados Unidos | Seattle         | Seattle Center Coliseum     | 3 |
| 4 de mayo de 1988   | Canadá         | Vancouver       | P.N.E. Coliseum             | 3 |
| 5 de mayo de 1988   | Estados Unidos | Portland        | Civic Auditorium            | 3 |
| 6 de mayo de 1988   | Estados Unidos | Portland        | Civic Auditorium            | 3 |
| 8 de mayo de 1988   | Estados Unidos | Salt Lake City  | Salt Palace                 | 3 |
| 9 de mayo de 1988   | Estados Unidos | Denver          | McNichols Arena             | 3 |
| 11 de mayo de 1988  | Estados Unidos | Austin          | Frank Erwin Centre          | 3 |
| 13 de mayo de 1988  | Estados Unidos | Arlington       | Music Mill Amphitheater     | 3 |
| 14 de mayo de 1988  | Estados Unidos | Houston         | Southern Star Amphitheater  | 3 |
| 15 de mayo de 1988  | Estados Unidos | Nueva Orleans   | Lakefront Arena             | 3 |
| 17 de mayo de 1988  | Estados Unidos | Cedar Rapids    | Five Seasons Center         | 3 |
| 18 de mayo de 1988  | Estados Unidos | Minneapolis     | Northrop Auditorium         | 3 |
| 20 de mayo de 1988  | Estados Unidos | Chicago         | Poplar Creek Music Theater  | 5 |
| 21 de mayo de 1988  | Estados Unidos | Clarkston       | Pine Knob Theatre           | 5 |
| 22 de mayo de 1988  | Estados Unidos | Cincinnati      | Riverbend Music Center      | 5 |
| 24 de mayo de 1988  | Estados Unidos | Nashville       | Starwood Amphitheatre       | 5 |
| 25 de mayo de 1988  | Estados Unidos | Atlanta         | Southern Star Amphitheater  | 5 |
| 27 de mayo de 1988  | Estados Unidos | Filadelfia      | The Spectrum                | 5 |
| 28 de mayo de 1988  | Estados Unidos | Columbia        | Merriweather Post Pavillion | 5 |
| 30 de mayo de 1988  | Estados Unidos | Cleveland       | Blossom Music Center        | 5 |
| 1 de junio de 1988  | Estados Unidos | East Rutherford | Meadowlands Arena           | 5 |
| 3 de junio de 1988  | Estados Unidos | Wantagh         | Jones Beach                 | 5 |
| 4 de junio de 1988  | Estados Unidos | Wantagh         | Jones Beach                 | 3 |
| 7 de junio de 1988  | Estados Unidos | Mansfield       | Great Woods Amphitheatre    | 5 |
| 8 de junio de 1988  | Canadá         | Montreal        | Forum de Montreal           | 5 |
| 9 de junio de 1988  | Canadá         | Toronto         | C.N.E. Grandstand           | 5 |
| 11 de junio de 1988 | Estados Unidos | Pittsburgh      | Palumbo Centre              | 5 |
| 15 de junio de 1988 | Estados Unidos | Phoenix         | Compton Terrace             | 5 |
| 18 de junio de 1988 | Estados Unidos | Pasadena        | Rose Bowl                   | 6 |

### Conciertos cancelados
| Fecha                   | País           | Ciudad        |
| 14 de noviembre de 1987 | Suiza          | Basilea       |
| 11 de diciembre de 1987 | Estados Unidos | Chicago       |
| 28 de abril de 1988     | Estados Unidos | Mountain View |